# شين سو هيون
شين سو هيون (بالكورية: 신수현)‏ هي ممثلة كورية جنوبية، ولدت يوم 27 فبراير 1996 في أولسان في كوريا الجنوبية.

## اعمالها

### مسلسلات تلفزيونية
| عام       | عنوان                        | الدور       | قناة البث    | المراجع     |
| --------- | ---------------------------- | ----------- | ------------ | ----------- |
| 2019      | امراة 99 بليون               | جي ها-نا    | كي بي إس 2   | [ 2 ]       |
| 2021      | الربيع الأزرق من مسافة بعيدة | بارك هيي-جي | كي بي إس 2   | [ 3 ] [ 4 ] |
| 2023–2024 | قصة عقد زواج بارك            | كيم ها-يونغ | إم بي سي     | [ 5 ] [ 6 ] |
| 2024      | رجل العصابات خاصتي لطيف      | الضابط سونغ | جاي تي بي سي | [ 7 ]       |

### مسلسلات ويب
| عام  | عنوان                                   | الدور      | الشبكة | ملاحظة | Ref.          |
| ---- | --------------------------------------- | ---------- | ------ | ------ | ------------- |
| 2019 | السبب الذي يجعلني لا أستطيع إلا أن أحبك | مين-جي     |        |        | [ 8 ] [ 2 ]   |
| 2020 | إخرج يا فتى!                            | ماتيلدا    |        | كاميو  | [ 9 ] [ 10 ]  |
| 2023 | واجب ما بعد المدرسة                     | تشا سو يون | تيفينج |        | [ 8 ]         |
| 2025 | مجموعة الدراسة                          | لي جي وو   | تيفينج |        | [ 11 ] [ 12 ] |

## روابط خارجية
- شين سو هيون على موقع IMDb (الإنجليزية)